# Wummsee und Twernsee
Wummsee und Twernsee este o arie protejată (arie specială de conservare — SAC, sit de importanță comunitară — SCI) din Germania întinsă pe o suprafață de 510,86 ha, integral pe uscat.

## Localizare
Centrul sitului Wummsee und Twernsee este situat la coordonatele 53°11′18″N 12°48′15″E / 53.1883°N 12.8042°E.

## Înființare
Situl Wummsee und Twernsee a fost declarat sit de importanță comunitară în februarie 1999 pentru a proteja 14 specii de animale. Situl a fost protejat și ca arie specială de conservare în decembrie 2016.

## Biodiversitate
Situată în ecoregiunea continentală, aria protejată conține 8 habitate naturale: Ape puternic oligomezotrofe cu vegetație bentonică cu Chara spp., Lacuri eutrofice naturale cu vegetație de tip Magnopotamion sau Hydrocharition, Lacuri și iazuri distrofice naturale, Mlaștini turboase de tranziție și turbării mișcătoare, Mlaștini calcaroase cu Cladium mariscus și specii de Caricion davallianae, Păduri de fag Luzulo-Fagetum, Păduri de fag Asperulo-Fagetum, Mlaștini împădurite.
La baza desemnării sitului se află mai multe specii protejate:
- păsări (3): grelușel-de-zăvoi (Locustella luscinioides), vultur pescar (Pandion haliaetus), cormoran mare (Phalacrocorax carbo carbo)
- amfibieni (1): triton cu creastă (Triturus cristatus)
- mamifere (3): liliac cârn (Barbastella barbastellus), vidră de râu (Lutra lutra), liliac comun (Myotis myotis)
- nevertebrate (5): libelule (Leucorrhinia pectoralis), rădașcă (Lucanus cervus), Osmoderma eremita, Vertigo angustior, Vertigo moulinsiana
- pești (2): zvârluga (Cobitis taenia), boarță (Rhodeus sericeus amarus)

Pe lângă speciile protejate, pe teritoriul sitului au mai fost identificate 25 de specii de plante, 1 specie de amfibieni, 2 specii de nevertebrate.